# Ибероромански езици
Иберо-романските езици са част от гало-иберийските езици, говорени главно в Испания, Португалия и Латинска Америка. Те се разделят на:
- Източно-иберийски езици
  - Каталонски
  - Арагонски
- Западно-иберийски езици
  - Испански
  - Галисийско-португалски езици
    - Португалски
    - Галисийски

  - Астурлеонски